# Anonychomyrma procidua
Anonychomyrma procidua is een mierensoort uit de onderfamilie van de Dolichoderinae. De wetenschappelijke naam van de soort is voor het eerst geldig gepubliceerd in 1842 door Erichson.